# Bezmer Air Base
Bezmer Air Base är en flygplats i Bulgarien.   Den ligger i regionen Burgas, i den centrala delen av landet, 250 kilometer öster om huvudstaden Sofia. Bezmer Air Base ligger 153 meter över havet.
Terrängen runt Bezmer Air Base är platt. Närmaste större samhälle är Jambol, 12,5 kilometer öster om Bezmer Air Base.
Trakten runt Bezmer Air Base består till största delen av jordbruksmark. Runt Bezmer Air Base är det ganska tätbefolkat, med 214 invånare per kvadratkilometer.